# شیرازه هوشیاری
شیرازه هوشیاری (زادهٔ ۱۵ ژانویهٔ ۱۹۵۵) مجسمه‌سازی ایرانی-بریتانیایی است.